# İlknur Boyraz
İlknur Boyraz (* 15. Juli 1970 in Sivas, Türkei) ist eine deutsch-türkische Schauspielerin.

## Leben
Ilknur Boyraz absolvierte ihr Abitur am  Gymnasium Adolfinum in Bückeburg und studierte Germanistik und Theaterwissenschaft an der Freien Universität Berlin. In Berlin absolvierte sie außerdem von 1991 bis 1994 eine private Schauspiel- und Gesangsausbildung. In den Jahren 1992 bis 1996 hatte sie Engagements am Plüschtheater, Theater Mosaik und Theater Schemschamer.
Zu ihren frühen Serienrollen zählte die der Krankenschwester Yasmin in den ersten 66 Folgen der Serie Alphateam (1996–1997). Eine durchgehende Hauptrolle hatte Boyraz 2006 in der Telenovela Lotta in Love, in der sie die Projektmanagerin Tabatha Leonrod verkörperte. Von 2008 bis 2010 spielte sie zusammen mit Martin Lindow in der Serie Rennschwein Rudi Rüssel, in der sie die alleinerziehende türkische Ärztin Semra Koray darstellte.
Als Angeklagte Lale Turgut wirkte sie in dem Kinofilm Herz mit und in Kammerflimmern war sie in einer Nebenrolle zu sehen. Im Fernsehzweiteiler Zeit der Wünsche stellte sie die Mutter des Migranten Mustafa dar. Auftritte hatte sie auch in Fernsehfilmen wie Die Mandantin (Rolle: Betty), Liebe auf Kredit (Filiz) sowie Lupo und der Muezzin (Seyhan). In Die Frau aus dem Meer war sie als junge Freundin des Politikers Kolberg (Hanns Zischler) dabei.
Episodenauftritte hatte sie z. B. in Serien wie SK Kölsch (Rolle: Sevda/Episode: Piercing), Balko (Gül/Augen in der Nacht) und Die Wache (Astrid/Unter Verdacht). Als Sprecherin war Boyraz 2004 im Hörspiel Letzter Akt am Bosporus tätig.
Boyraz lebt in Berlin.

## Filmografie (Auswahl)
- 1995: Sterne des Südens (Fernsehserie)
- 1997: Der Schnapper (Fernsehserie)
- 1997–1998: Alphateam – Die Lebensretter im OP (68 Folgen)
- 1998: Die Friseuse und der Millionär (Fernsehfilm)
- 1998: Lupo und der Muezzin (Fernsehfilm)
- 1998: Grüne Rosen (Kurzfilm)
- 1999: Balko (Fernsehserie)
- 2000: SK Kölsch (Fernsehserie)
- 2001: Heimatfilm (Kino)
- 2001: Herz (Kino)
- 2002: Alles Atze (Fernsehserie)
- 2002: Die Wache (Fernsehserie)
- 2002: Rosa Roth (Fernsehserie)
- 2004: Kammerflimmern (Kino)
- 2004: Blond: Eva Blond! – Der Zwerg im Schließfach (Fernsehserie)
- 2004: Zeit der Wünsche (Fernsehfilm)
- 2005: Die Mandantin (Fernsehfilm)
- 2005: Die Rettungsflieger (Fernsehserie)
- 2005: Letztes Kapitel (Fernsehfilm)
- 2006: Lotta in Love (Telenovela)
- 2006: KDD – Kriminaldauerdienst (Fernsehserie)
- 2006: Liebe auf Kredit (Fernsehfilm)
- 2007: Die Frau aus dem Meer (Fernsehfilm)
- 2007: Rennschwein Rudi Rüssel – Die Serie (Fernsehserie)
- 2007: GSG 9 – Ihr Einsatz ist ihr Leben (Fernsehserie)
- 2007: Unschuldig?! (Fernsehserie)
- 2008: Tatort – Schatten der Angst
- 2008: Alarm für Cobra 11 (Fernsehserie)
- 2013: Tatort: Schwarzer Afghane
- 2013: Im Netz (Fernsehfilm)
- 2014: Ein Fall von Liebe Staffel 1 Folge 1
- 2015: Wo willst du hin, Habibi? (Kino)
- seit 2016: Kommissar Pascha – Pascha-Krimi (Fernsehfilme)
  - 2016: Kommissar Pascha – Erstausstrahlung ARD 16. März 2017
  - 2017: Bierleichen – Erstausstrahlung ARD 23. März 2017, Regie Matthias Steurer[2]
- 2017: Die Ketzerbraut
- 2018: Cecelia Ahern: Ein Moment fürs Leben (Fernsehfilm)
- 2018: Tatort: Der Turm
- 2018: Tatort: KI
- 2018: Singles’ Diaries (Fernsehserie)
- 2018: Der Lehrer
- 2018: Solo für Weiss – Für immer Schweigen (Fernsehreihe)
- seit 2018: Julia Durant ermittelt (Fernsehreihe)
  - 2018: Jung, blond, tot
  - 2019: Kaltes Blut
  - 2019: Mörderische Tage
- 2019: Der Fall Collini (Kino)
- 2019: Letzte Spur Berlin (Fernsehserie)
- 2020: Schwarze Insel (Fernsehfilm)
- 2020: Westwall (Fernsehserie)
- 2020: Leben über Kreuz (Fernsehfilm)
- 2021: Gute Zeiten, schlechte Zeiten (Fernsehserie)
- 2021: Die Drei von der Müllabfuhr – Die Streunerin (Fernsehreihe)
- 2022: Der Zürich-Krimi: Borchert und die bittere Medizin (Fernsehreihe)
- 2022: Der Bozen-Krimi: Vergeltung (Fernsehreihe)
- 2022: In aller Freundschaft: Herausforderungen (Fernsehserie)
- 2022: Freibad (Kino)
- 2022: Die Barbaren 2
- 2022: Blutige Anfänger (Fernsehserie)
- 2023: Wochenendrebellen (Kino)
- 2023: Tatort: Murot und das Paradies
- 2024: Die Notärztin (Fernsehserie)
- 2024: SOKO Leipzig: Die Unsichtbaren S25/E1 (Fernsehserie)

## Hörspiele
- 2014: Sonallah Ibrahim/Samir Nasr: Kairo, 11. Februar – Regie: Samir Nasr (Hörspielpreis Premios Ondas 2014 – RBB)